# Bernadets-Debat
Bernadets-Debat är en kommun i departementet Hautes-Pyrénées i regionen Occitanien i sydvästra Frankrike. Kommunen ligger i kantonen Trie-sur-Baïse som tillhör arrondissementet Tarbes. År 2022 hade Bernadets-Debat 99 invånare.

## Befolkningsutveckling
Antalet invånare i kommunen Bernadets-Debat
| Referens: INSEE |